# 微盘蛛
微盘蛛（学名：Pancorius minutus）为跳蛛科盘蛛属的动物。分布于越南、尼泊尔以及中国大陆的海南等地。该物种的模式产地在越南。
其种加词“minutus”意为“微小的”。